# Euchalinus reticulatus
Euchalinus reticulatus là một loài tò vò trong họ Ichneumonidae.